# Гіллсборо (Орегон)
Гіллсборо (англ. Hillsboro) — місто (англ. city) в США, адміністративний центр округу Вашингтон штату Орегон. П'яте за величиною місто у штаті. Розташоване у долині Тюалатин на західній стороні метрополії Портленда.
На 2018 рік населення міста становило 110 006 осіб.
У Гіллсборо розташовані найбільші світові виробничі та наукові потужності Інтел.
Також у місті працюють FEI Company та інші семікондакторні, інструментальні та програмові підприємства.

## Географія
Гіллсборо розташоване за координатами 45°31′51″ пн. ш. 122°56′14″ зх. д. / 45.53083° пн. ш. 122.93722° зх. д. (45.530767, -122.937143). За даними Бюро перепису населення США, в 2010 році місто мало площу 61,93 км², з яких 61,90 км² — суходіл та 0,03 км² — водойми. В 2017 році площа становила 66,07 км², з яких 66,04 км² — суходіл та 0,03 км² — водойми.

### Клімат
| Клімат : Гіллсборо      | Клімат : Гіллсборо | Клімат : Гіллсборо | Клімат : Гіллсборо | Клімат : Гіллсборо | Клімат : Гіллсборо | Клімат : Гіллсборо | Клімат : Гіллсборо | Клімат : Гіллсборо | Клімат : Гіллсборо | Клімат : Гіллсборо | Клімат : Гіллсборо | Клімат : Гіллсборо | Клімат : Гіллсборо |
| Показник                | Січ.               | Лют.               | Бер.               | Квіт.              | Трав.              | Черв.              | Лип.               | Серп.              | Вер.               | Жовт.              | Лист.              | Груд.              | Рік                |
| Абсолютний максимум, °C | 20,6               | 21,1               | 28,3               | 32,2               | 37,8               | 38,9               | 42,2               | 41,1               | 39,4               | 33,3               | 25,6               | 17,8               | 42,2               |
| Середній максимум, °C   | 7,2                | 10,3               | 13,1               | 16,7               | 20,4               | 23,3               | 27,2               | 27,2               | 24,4               | 17,9               | 11,3               | 8,0                | 17,3               |
| Середній мінімум, °C    | 0,4                | 1,4                | 2,7                | 4,3                | 6,7                | 9,4                | 11,1               | 10,7               | 8,6                | 5,3                | 2,8                | 1,2                | 5,4                |
| Абсолютний мінімум, °C  | −25,6              | −22,8              | −7,8               | −6,7               | −3,3               | −1,1               | 2,2                | −1,1               | −1,7               | −6,1               | −13,3              | −18,9              | −25,6              |
| Норма опадів, мм        | 152                | 112                | 100                | 56                 | 44                 | 36                 | 12                 | 19                 | 36                 | 76                 | 143                | 173                | 959                |
| Днів з опадами          | 20                 | 16                 | 17                 | 14                 | 11                 | 8                  | 3                  | 4                  | 7                  | 12                 | 19                 | 20                 | 151,0              |
| ----------------------- | ------------------ | ------------------ | ------------------ | ------------------ | ------------------ | ------------------ | ------------------ | ------------------ | ------------------ | ------------------ | ------------------ | ------------------ | ------------------ |
| Джерело:                |                    |                    |                    |                    |                    |                    |                    |                    |                    |                    |                    |                    |                    |

## Демографія
Згідно з переписом 2010 року, у місті мешкало 91 611 особа в 33 289 домогосподарствах у складі 22 440 родин. Густота населення становила 1479 осіб/км². Було 35 487 помешкань (573/км²).
Расовий склад населення:
| - 73,3 % — білих - 8,6 % — азіатів - 2,0 % — чорних або афроамериканців - 1,0 % — корінних американців - 0,4 % — вихідців з тихоокеанських островів - 10,0 % — осіб інших рас |

До двох чи більше рас належало 4,7 %. Частка іспаномовних становила 22,6 % від усіх жителів.
За віковим діапазоном населення розподілялося таким чином: 26,8 % — особи, молодші 18 років, 65,4 % — особи у віці 18—64 років, 7,8 % — особи у віці 65 років та старші. Медіана віку мешканця становила 32,0 року. На 100 осіб жіночої статі у місті припадало 100,6 чоловіка; на 100 жінок у віці від 18 років та старших — 98,3 чоловіка також старших 18 років.
Середній дохід на одне домашнє господарство становив 78 229 доларів США (медіана — 67 757), а середній дохід на одну сім'ю — 84 149 доларів (медіана — 74 138). Медіана доходів становила 57 118 доларів для чоловіків та 41 099 доларів для жінок. За межею бідності перебувало 13,6 % осіб, у тому числі 19,9 % дітей у віці до 18 років та 8,6 % осіб у віці 65 років та старших.
Цивільне працевлаштоване населення становило 49 127 осіб. Основні галузі зайнятості: виробництво — 24,4 %, освіта, охорона здоров'я та соціальна допомога — 18,7 %, науковці, спеціалісти, менеджери — 12,7 %, роздрібна торгівля — 9,5 %.

## Транспорт
У місті розташована західна кінцева станція Блакитної лінії швидкісного трамвая Портленда, лінії якого обслуговують Портлендську агломерацію.

## Відомі мешканці
- Едді Фішер — музикант, барабанщик американської групи OneRepublic.